# Dívka
Dívka este o arie protejată (arie specială de conservare — SAC, sit de importanță comunitară — SCI) din Republica Cehă întinsă pe o suprafață de 36,13 ha, integral pe uscat.

## Localizare
Centrul sitului Dívka este situat la coordonatele 49°34′32″N 15°54′33″E / 49.575556°N 15.909167°E.

## Înființare
Situl Dívka a fost declarat sit de importanță comunitară în aprilie 2005 pentru a proteja 1 specie de animale. Situl a fost protejat și ca arie specială de conservare în iulie 2012.

## Biodiversitate
Situată în ecoregiunea continentală, aria protejată nu include niciun habitat protejat.
La baza desemnării sitului se află o specie protejată de  amfibieni: buhai de baltă cu burta roșie (Bombina bombina).